# Pachetra sagittigera
Pachetra sagittigera (tên tiếng Anh: Feathered Ear) là một loài bướm đêm thuộc họ Noctuidae. Nó được tìm thấy ở trung và nam châu Âu, phía đông đến Ural, phía bắc đến miền nam Anh, Thuỵ Điển và Phần Lan. Về phía nam nó được tìm thấy từ Anatolia, Trung Á và Altai đến tận Mông Cổ. Nó cũng có mặt ở Bắc Phi.
Sải cánh dài 32–45 mm. Con trưởng thành bay từ tháng 5 đến tháng 7. Có một lứa một năm.
Ấu trùng ăn nhiều loại cỏ, bao gồm các loài Festuca ovina, Poa và Gramineae.

## Phụ loài
- Pachetra sagittigera sagittigera
- Pachetra sagittigera melanophaea (Bắc Mỹ)
- Pachetra sagittigera britannica (Anh), được cho là tuyệt chủng

## Hình ảnh

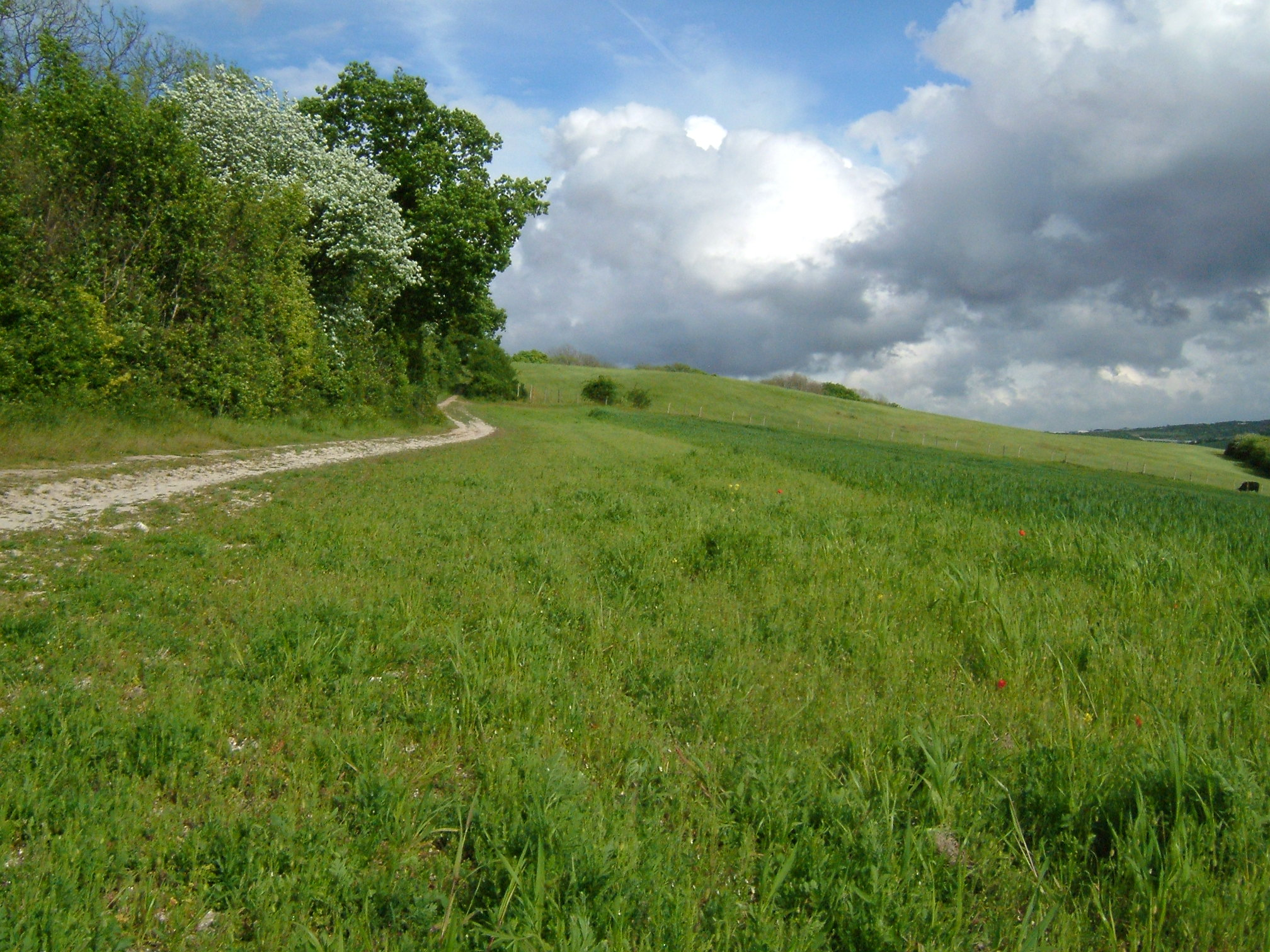
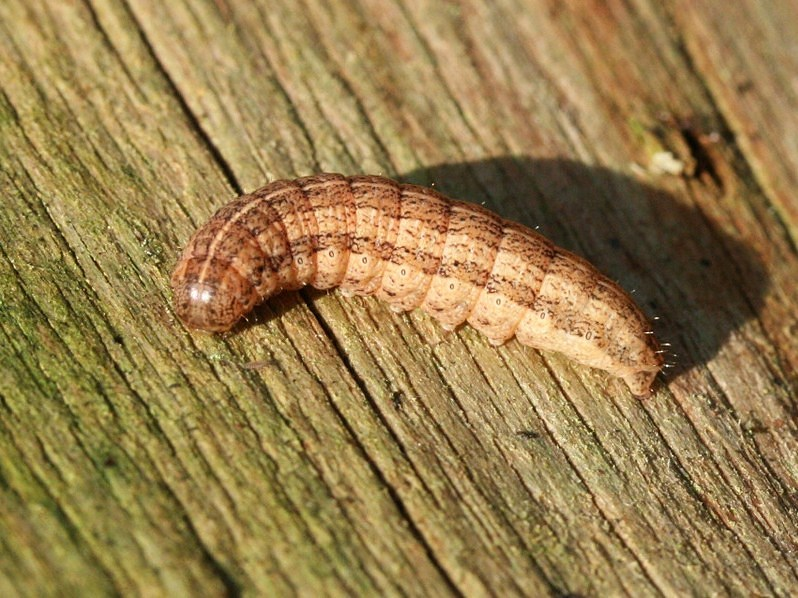
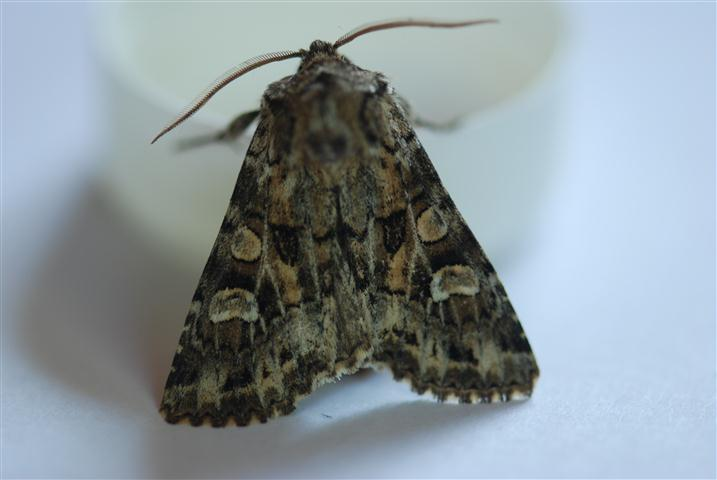
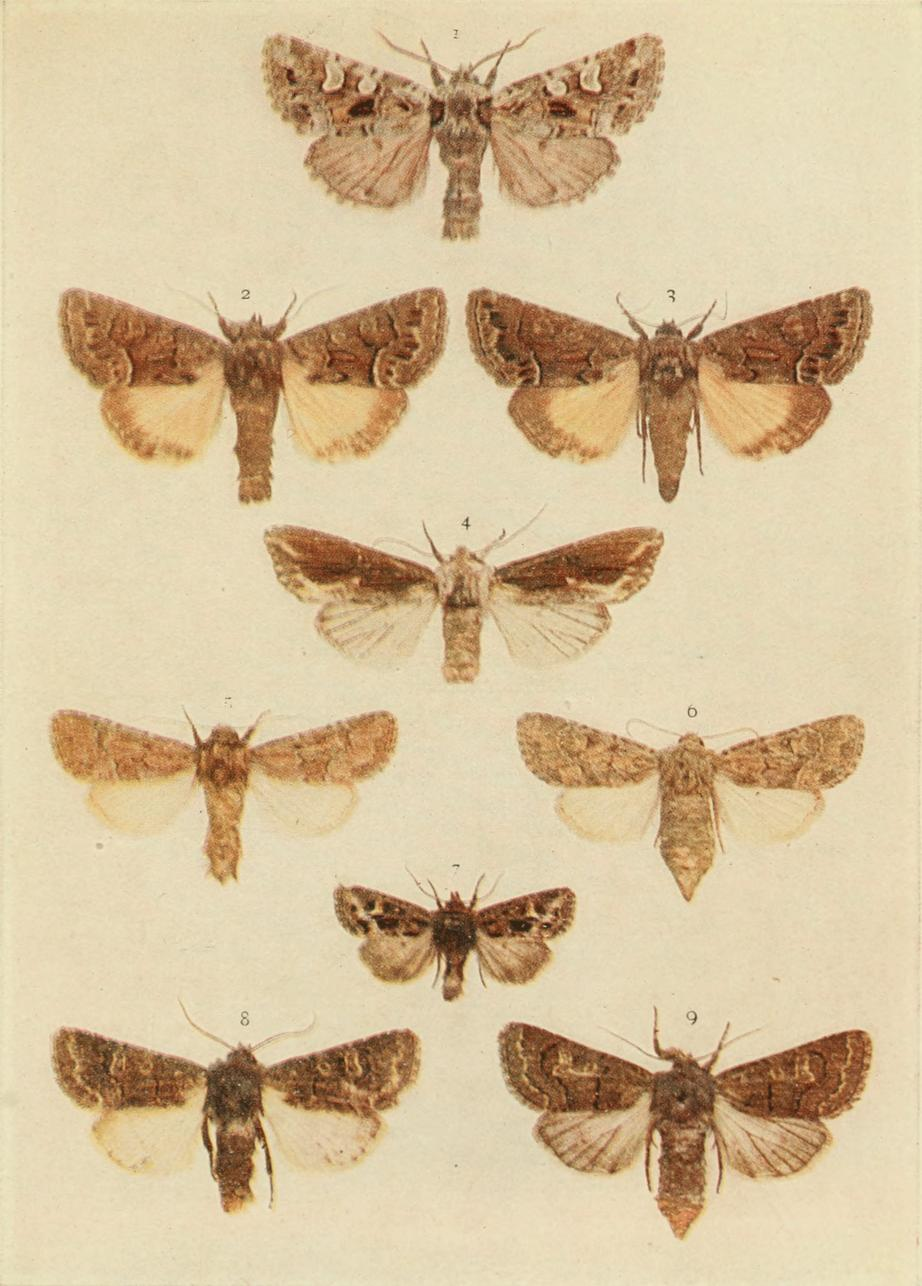